# Lady G
Lady G (Spanish Town, Jamaica; 7 de mayo de 1968) es una deejay jamaicana de dancehall y reggae. Es conocida por su canción «Man a Bad Man» de la película Third World Cop. Es poco conocida fuera de Jamaica, pero tiene una base de fanes firme ahí. Otras canciones incluyen «Nuff Respect», «Round Table Talk» (con su mentor Papa San), «Certain Friends» y «Breeze Off». 
Lady G se presentó en el festival de reggae más grande de Europa, Summerjam, en 2001. Lady G ha hecho recientemente una gira por Estados Unidos con Buju Banton.

## Discografía
- God Daughter (1995, VP Records)
- Harmonatic (2007, Holloman)
- M'Enrage (2007, Goldengirl)
- Rated G (2007)